# Natronolimnobius
Genre
Espèces de rang inférieur
- Natronolimnobius baerhuensis
- Natronolimnobius innermongolicus

Natronolimnobius est un genre d'archées halophiles de la famille des Halobacteriaceae.